# Elza Soares (álbum de 1973)
Elza Soares é um álbum de estúdio da cantora e compositora brasileira Elza Soares, lançado em 1973 pela Odeon e com produção musical de Lindolfo Gaya.

## Antecedentes
Elza Soares lançou em 1972 Sangue, Suor e Raça, que foi gerado após a cantora saber que seu repertório foi destinado para Clara Nunes. A gravadora relutou por ele ser desconhecido e por ele ser um cantor de escola de samba desacostumado ao estúdio, e quando aceitou gravá-lo, passou a recusar registrá-lo na capa. A desculpa era que ele era feio, mas Elza suspeitava de discriminação racial, o que se confirmou quando, segundo ela, um diretor disse: "Não quero esse nego feio e sujo na capa!". Elza disse que ou o disco saía ou eles a perderiam, e o projeto foi concretizado, fazendo grande sucesso. Sob este clima de relações desgastadas com a Odeon, foi produzido Elza Soares.

## Produção
Com produção musical de Lindolfo Gaya e arranjos de Laércio de Freitas, Elza Soares contou com músicas como "Aquarela Brasileira" e músicas de compositores como Cartola, Nelson Cavaquinho, Délcio Carvalho e Gisa Nogueira.

## Lançamento
Elza Soares foi lançado em 1973 pela Odeon em vinil. A obra também foi relançada anos depois com o título Aquarela Brasileira pela EMI e com mudanças de faixas.[carece de fontes?]
A obra foi relançada em CD em 2003 dentro da caixa Negra, com direção de Marcelo Fróes.

## Faixas
A seguir lista-se as faixas de Elza Soares:
Lado A
1. "Eu Não Toco Birimbau"
2. "Busto Calado"
3. "Pranto De Poeta"
4. "Dia De Graça"
5. "Maria José"
6. "Zelão"

Lado B
1. "Canoa Furada"
2. "Solidão"
3. "Sete Linhas"
4. "Festa Da Vinda"
5. "Lá Vou Eu"
6. "Aquarela Brasileira"